# Relaciones entre Israel y Venezuela
Las relaciones Israel-Venezuela son las relaciones internacionales entre el Estado de Israel y la República Bolivariana de Venezuela.

## Historia
Venezuela votó a favor de la pertenencia israelí a las Naciones Unidas en 1949, y estableció relaciones diplomáticas.
Las relaciones se deterioraron en 2006, en relación con las convicciones del presidente Hugo Chávez con respecto al conflicto entre Israel y Líbano en 2006, y en parte debido a la política exterior de Hugo Chávez y la oposición política de Israel a ella. Chávez también se posicionó en la escena mundial en oposición a la política exterior estadounidense (Estados Unidos e Israel son socios en defensa y relaciones internacionales, específicamente relacionados con Oriente Medio). A raíz del conflicto entre Israel y Gaza en 2008-2009, Venezuela rompió todos los vínculos diplomáticos con Israel, condenando sus acciones. El 27 de abril de 2009, el canciller venezolano Nicolás Maduro se reunió con el ministro de Relaciones Exteriores de la Autoridad Nacional Palestina en Caracas, donde se establecieron relaciones diplomáticas formales.
El 27 de enero de 2019 el primer ministro israelí Benjamín Netanyahu reconoció al entonces presidente de la Asamblea Nacional de Venezuela, Juan Guaidó, como presidente interino de Venezuela.